# Dominus flevit

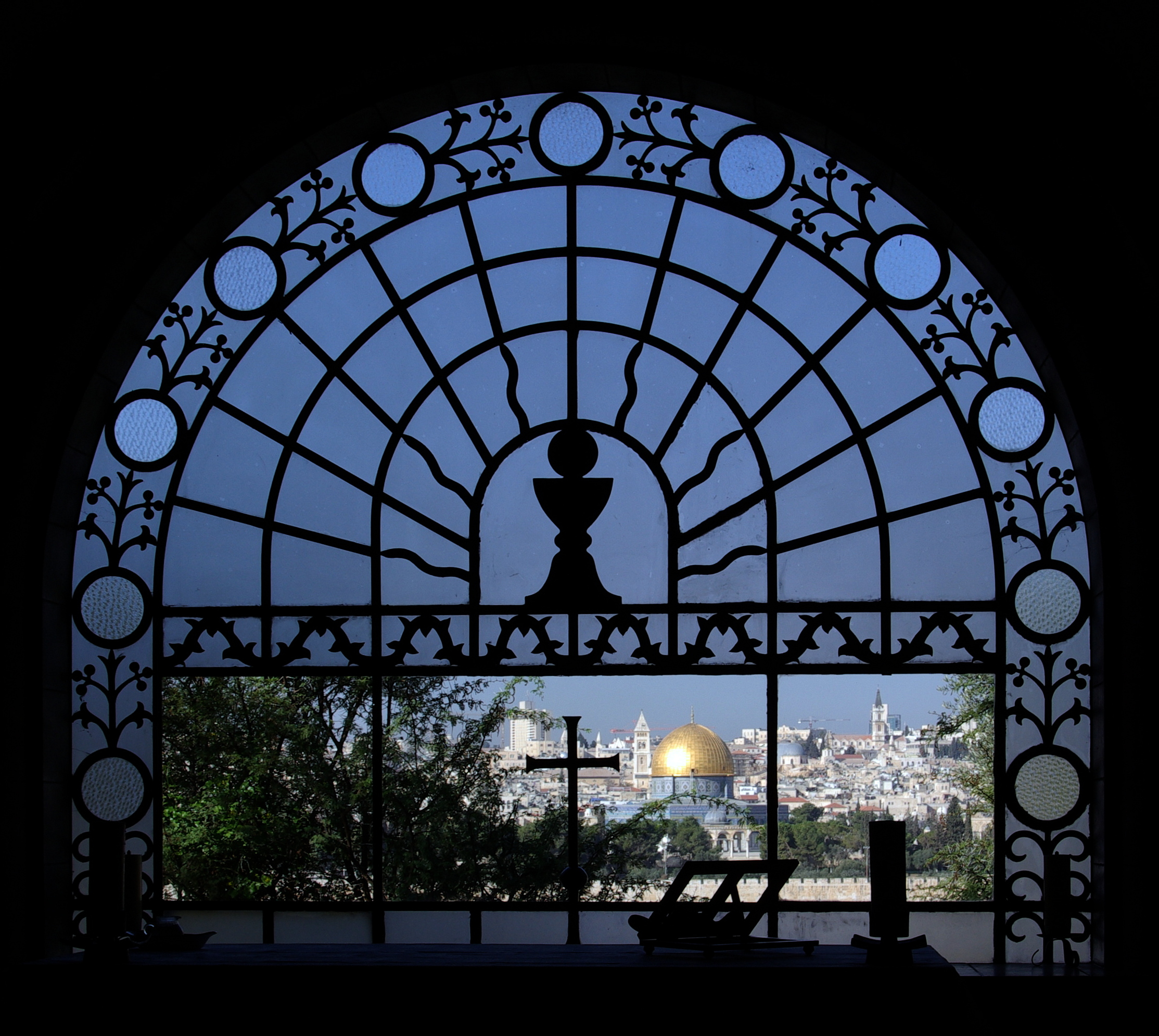
Widok przez okno świątyni

Dominus flevit (łac. Pan zapłakał) – kaplica katolicka znajdująca się w Jerozolimie na zboczu Góry Oliwnej z pozostałościami nekropolii żydowskiej i chrześcijańskiej oraz bizantyjskiego klasztoru.
Kościół został zbudowany w miejscu, gdzie według Ewangelii św. Łukasza Jezus Chrystus zapłakał i przepowiedział upadek Jerozolimy (Łk 19, 41-44). Pierwsza świątynia powstała w czasach bizantyjskich. Obecna budowla została wzniesiona przez franciszkanów z Kustodii Ziemi Świętej w latach 1953–1955 według projektu Antonio Barluzziego. Architekt nadał jej kształt obróconej łzy. Wewnątrz zachowała się mozaika podłogowa z V wieku. Na terenie sanktuarium prowadzili wykopaliska archeologiczne franciszkanin Włoch o. Bellarmino Bagatti OFM oraz pionier qumranistyki Polak Tadeusz Milik.